# Nueva Loja
Nueva Loja is de hoofdstad van de provincie Sucumbíos, in de Amazonebekken in het noordoosten van Ecuador en is een parochie (parroquia) in het kanton Lago Agrio. De stad heeft ongeveer 58.000 inwoners. De belangrijkste industrie is de olie-industrie. Nueva Loja huisvest dan ook veel Amerikaanse werknemers van Texaco. Het toerisme is een kleinere bron van inkomsten. De stad is een doorgangspost voor reizigers van en naar Colombia, en vanuit Nueva Loja kan het natuurreservaat Cuyabeno bezocht worden.
De stad kreeg de naam Nueva Loja van Spaanse kolonisten uit de naburige provincie Loja. De naam betekent dan ook Nieuw Loja. Tegenwoordig wordt de stad echter zelden meer bij de officiële naam genoemd, maar bij de naam Lago Agrio: een letterlijke vertaling van Sour Lake, waar Texaco haar hoofdkantoor heeft. De grote invloed van de olie-industrie in het gebied wordt daarmee duidelijk. Hoewel het gebied een economische opleving doormaakte, leidde het ook tot substantiële ontbossing, vervuiling en het uitsterven van de Tetete-indianen. De Siona, Secoya and Cofán-indianen komen in het gebied nog wel voor. Zij wonen niet in de stad zelf maar in de omliggende gebieden.

## Geboren
- Luis Antonio Valencia (1985), voetballer